# João de Castro, Senhor do Cadaval
D. João de Castro, foi um nobre português. Foi 2º Senhor de Cadaval e Peral, nasceu cerca de 1370, e era filho de D. Pedro de Castro, 1º Senhor de Cadaval e Peral, e de D. Leonor de Meneses.
Era neto de dois magnates do reino:
- por seu pai, era neto do poderoso Álvaro Pires de Castro, irmão de D. Inês de Castro, feito 1.º Conde de Arraiolos, 1.º Conde de Viana (da Foz do Lima) e 1.º Condestável de Portugal por D. Pedro I.
- por sua mãe, era aparentado com os Meneses, sendo neto de João Afonso Telo de Meneses, tio de D. Leonor Teles de Meneses, feito 1.º Conde de Ourém e 4.º Conde de Barcelos por D. Fernando I.

Casou com D. Leonor de Acuña y Girón, viúva de Mestre João das Regras, de quem teve uma filha, D. Joana de Castro, sua única herdeira.
D. Joana, veio a ser duquesa consorte de Bragança por casamento com D. Fernando I, 2.º duque de Bragança, sendo o senhorio do Cadaval transmitido ao quarto varão do casal, D. Álvaro de Bragança.